# Donald MacDonald (actor)
Donald MacDonald (13 de marzo de 1898 – 9 de diciembre de 1959) fue un actor y director cinematográfico de nacionalidad estadounidense, activo en la época del cine mudo.
Nacido en Denison, Texas, actuó en 87 filmes entre 1911 y 1934, y dirigió 40 desde 1913 a 1917. 
Falleció en 1959 en la ciudad de Nueva York.

## Selección de su filmografía
- Almost a Rescue (1913)
- The Abandonment (1916 - director)
- The Smugglers of Santa Cruz (1916 - director)
- A Desert Wooing (1918)
- Who Cares? (1919)[1]
- The Law of Men (1919)[2]
- Silk Hosiery (1920)
- The Woman in the Suitcase (1920)[3]
- Greater Than Love (1921)
- The Sky Pilot (1921)
- The Woman He Married (1922)
- Lorna Doone (1922)[4]
- Crashin' Thru (1923)[5]